# Pandora (serie televisiva)
Pandora è una serie televisiva statunitense creata da Mark A. Altman e Steve Kriozere.
Viene trasmessa sull'emittente The CW dal 16 luglio 2019.
Il 16 ottobre 2019, dopo la trasmissione della prima stagione, la serie è stata rinnovata per una seconda stagione che è andata in onda nel corso del 2020.

## Trama
Ambientato nell'anno 2199, la serie segue una giovane donna intraprendente che ha perso tutto ma trova una nuova vita alla Fleet Training Academy on Earth dove lei e i suoi amici imparano a difendere la galassia dalle minacce, sia aliene che umane. Quando i segreti sulla natura della sua identità iniziano a emergere, deve scoprire la verità e se sarà il salvatore dell'umanità o lo strumento della sua distruzione.

## Personaggi e interpreti

### Principali
- Jax (aka Pandora), interpretata da Priscilla Quintana
- Xander Duvall, interpretato da Oliver Dench
- Atria Nine, interpretata da Raechelle Banno
- Ralen, interpretato da Ben Radcliffe
- Delaney Pilar, interpretata da Banita Sandhu
- Thomas James Ross, interpretato da Martin Bobb-Semple
- Professor Donovan Osborn, interpretato da Noah Huntley
- Regan Freid, interpretata da Tehmina Sunny

### Ricorrenti
- Greg Li, interpretato da John Harlan Kim

## Episodi
| Stagione         | Episodi | Pubblicazione USA | Pubblicazione Italia |
| ---------------- | ------- | ----------------- | -------------------- |
| Prima stagione   | 13      | 2019              | inedita              |
| Seconda stagione | 10      | 2020              | inedita              |

## Accoglienza

### Critica
La serie è stata accolta negativamente dalla critica e dal pubblico. Sull'aggregatore di recensioni Rotten Tomatoes ha un indice di gradimento dello 0% con un voto medio di 4 su 10, basato su 5 recensioni e un punteggio del 22% da parte del pubblico, basato su 32 recensioni.